# Ware (condado de Hampshire, Massachusetts)
Ware é um lugar designado pelo censo localizado no condado de Hampshire no estado estadounidense de Massachusetts. No Censo de 2010 tinha uma população de 6.170 habitantes e uma densidade populacional de 377,06 pessoas por km².

## Geografia
Ware encontra-se localizado nas coordenadas 42° 15′ 16″ N, 72° 14′ 40″ O. Segundo a Departamento do Censo dos Estados Unidos, Ware tem uma superfície total de 16.36 km², da qual 16.01 km² correspondem a terra firme e (2.15%) 0.35 km² é água.

## Demografia
Segundo o censo de 2010, tinha 6.170 pessoas residindo em Ware. A densidade populacional era de 377,06 hab./km². Dos 6.170 habitantes, Ware estava composto pelo 92.93% brancos, o 1.3% eram afroamericanos, o 0.41% eram amerindios, o 0.63% eram asiáticos, o 0% eram insulares do Pacífico, o 1.85% eram de outras raças e o 2.88% pertenciam a duas ou mais raças. Do total da população o 5.27% eram hispanos ou latinos de qualquer raça.